# Шалимов, Вячеслав Сергеевич
Вячесла́в Серге́евич Шали́мов (14 марта 1950 года, Нижний Тагил Свердловской области—19 октября 2006 года) — театральный педагог, ректор Ярославского государственного театрального института с 1997 года по 2006 годы.

## Биография
Вячеслав Сергеевич Шалимов родился 14 марта 1950 г. в городе Нижний Тагил Свердловской области.
- 1973 — окончил режиссёрский факультет Хабаровского государственного института искусств и культуры.
- 1980 — окончил аспирантуру Московского государственного института театрального искусства им. Л. В. Луначарского, защитил диссертацию на соискание учёной степени: кандидат искусствоведения;
- 1980—1993 — преподаватель ЯГТИ;
- 1997 —  академик РАЕН;
- 1993—1998 — профессор кафедры актерского мастерства,
- 1998 — профессор кафедры режиссуры Ярославского театрального института;

Профессор создал около 40 сценических постановок; подготовил более 150 профессиональных актёров.
Скончался после тяжёлой болезни 19 октября 2006 года. Похоронен на Леонтьевском кладбище.

### Научная деятельность
- Вячеслав Сергеевич — автор более 10 научных работ и учебно-методических работ по проблемам актерского мастерства и режиссуры;
- сфера его научных интересов:
  - развитие традиций русской классической театральной школы, школы переживания,
  - создание теории специфики образного мышления актера и режиссёра,
  - разработка методики развития образного восприятия в системе актёрского мастерства; данная методика была апробирована в: 
    - Высшей театральной школе города Вроцлава (Польша)

и
- театральной школе города Эксетера (Англия).

### Общественная деятельность
- 1990 — избирался депутатом Ярославского городского совета[3];
- член совета ректоров вузов Ярославской области,
- член художественного совета Ярославского академического театра им. Ф. Г. Волкова,
- член аттестационной комиссии Минобразования РФ,
- член Учебно-методического совета по театральному образованию России при Минкультуре РФ,
- член Совета театральных деятелей.

## Награды
- Благодарность Министра культуры и массовых коммуникаций Российской Федерации (17 октября 2005) — за большой вклад в развитие театрального искусства[4]
- награждён знаком «За отличную работ» Министерства культуры СССР (1990).
- Медаль «За доблестный труд»,
- Почётный знак Святого Луки «За развитие искусств»,
- Благодарности: 
  - Министерства культуры России,
  - губернаторов областей России: 
    - Тула,
    - Ульяновск,
    - Ярославль,

  - государственной комиссии по проведению празднования 200-летия со дня рождения А. С. Пушкина.